# روجر يفيك
روجر يفيك (بالفرنسية: Roger Lévêque)‏ ولد بتاريخ 05 ديسمبر 1920 في فرنسا، وتوفي في 30 يونيو 2002 في فرنسا، كان دراج فرنسي في صنف سباق الدراجات على الطريق.

## سجل النتائج

### سباقات أو مراحل فاز بها
- طواف فرنسا

## وصلات خارجية
- الموقع الرسمي

## روابط خارجية
- روجر يفيك على موقع أرشيف الدراجات (الإنجليزية)
- روجر يفيك على موقع إحصائيات الدراجات الإحترافية (الإنجليزية)